# Disturbios en el Tíbet de 2008

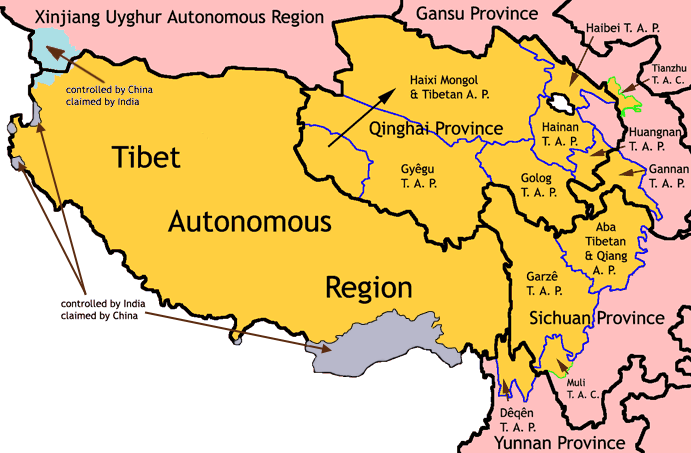
Las zonas marcadas en amarillo corresponden a regiones con pueblos tibetanos.

Los disturbios en el Tíbet del 2008 comenzaron con manifestaciones el 10 de marzo del 2008 (Día del levantamiento del Tíbet), que corresponde al 49 aniversario del fallido levantamiento tibetano de 1959 contra el dominio chino. Las protestas las comenzaron los monjes budistas que pedían por la liberación de compañeros monjes que habían sido detenidos en octubre de 2007 cuando celebraban la entrega al Dalái lama de la Medalla de oro del Congreso de los Estados Unidos el 27 de septiembre del 2007.[cita requerida] Pronto las protestas se transformaron de reclamos por la independencia en manifestaciones violentas, incendios, y saqueos el 14 de marzo. Durante las protestas también ocurrieron ataques contra grupos étnicos no tibetanos.  Algunos estiman que estas protestas son las mayores de los últimos 20 años contra la dominación por el Partido Comunista de China. Los levantamientos tuvieron lugar durante la semana en que la mayoría de los líderes del gobierno local se encontraban ausentes participando en la Asamblea Popular Nacional de la República Popular China anual en Pekín.
Desde 1951 formalmente Tíbet ha sido una región autónoma de la  República Popular China. A pesar de ser reconocida por la mayoría de los países y las Naciones Unidas, la legitimidad de la soberanía china ha sido cuestionada por los defensores de la  independencia del Tíbet.
La información es escasa ya que las autoridades chinas han evitado que corresponsales de prensa extranjeros accedan y provean información sobre los acontecimientos, con la sola excepción de  James Miles, un corresponsal de The Economist, que se encontraba en la zona como parte de un viaje de una semana y que coincidió con el aumento de los conflictos.
El 19 de marzo el ejército chino envió miles de efectivos a Lhasa para mantener el control de la provincia. El 21 de marzo, la presidenta de la Cámara de Representantes de Estados Unidos, Nancy Pelosi, instó a la comunidad internacional a denunciar lo que calificó como la "opresión" china en el Tíbet, en la ciudad de Dharamsala, en el norte de la India. El gobierno chino denunció al dalái lama y sus seguidores de los disturbios; también ha dicho que sigue estando apto para organizar los Juegos Olímpicos de Pekín.